# Januari 2012
Dit artikel geeft een chronologisch overzicht van belangrijke gebeurtenissen per dag in de maand januari van het jaar 2012.

## Gebeurtenissen

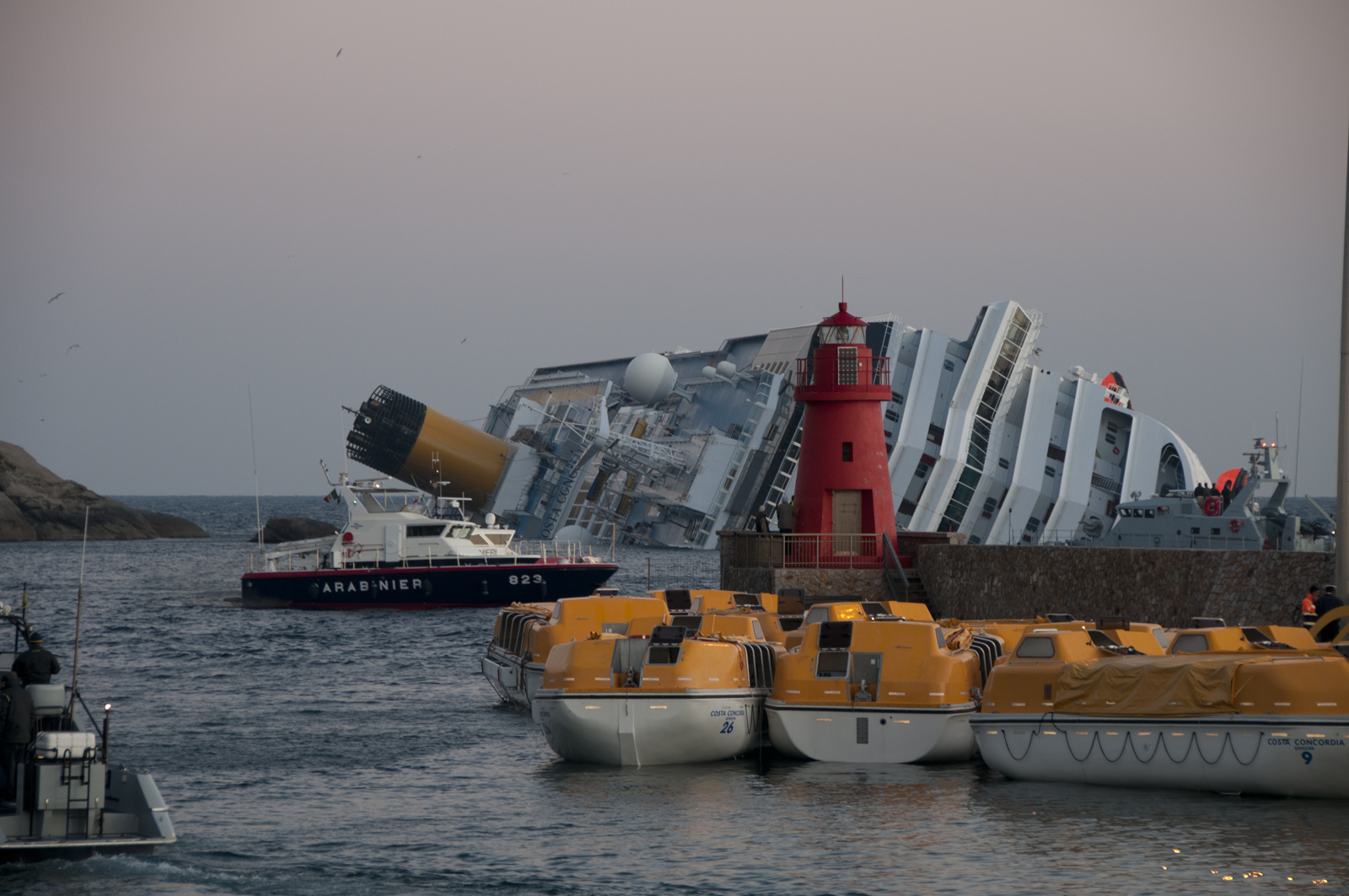
De Costa Concordia gekapseisd

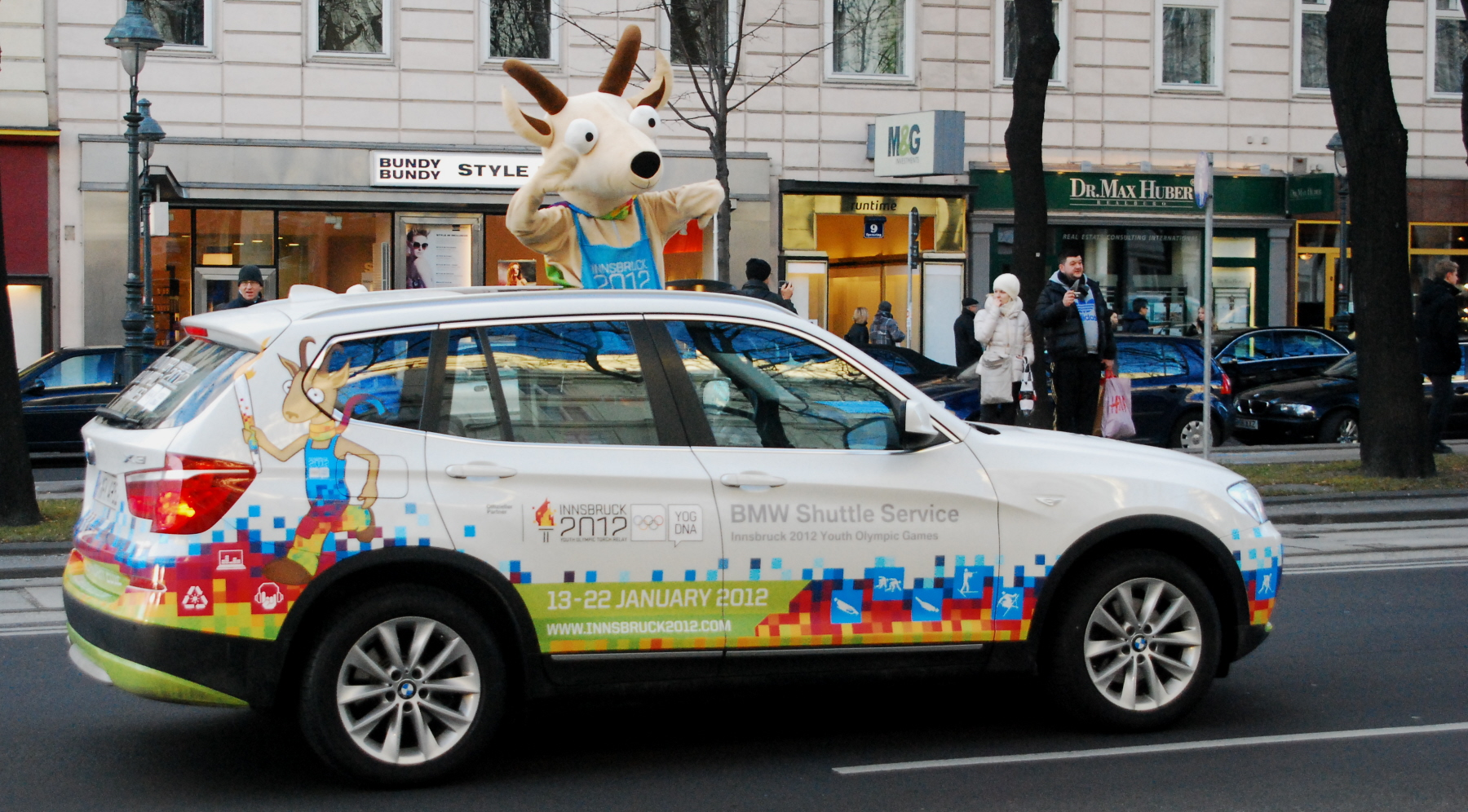
mascotte Olympische Jeugdwinterspelen 2012

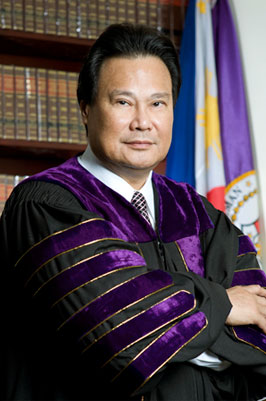
Renato Corona

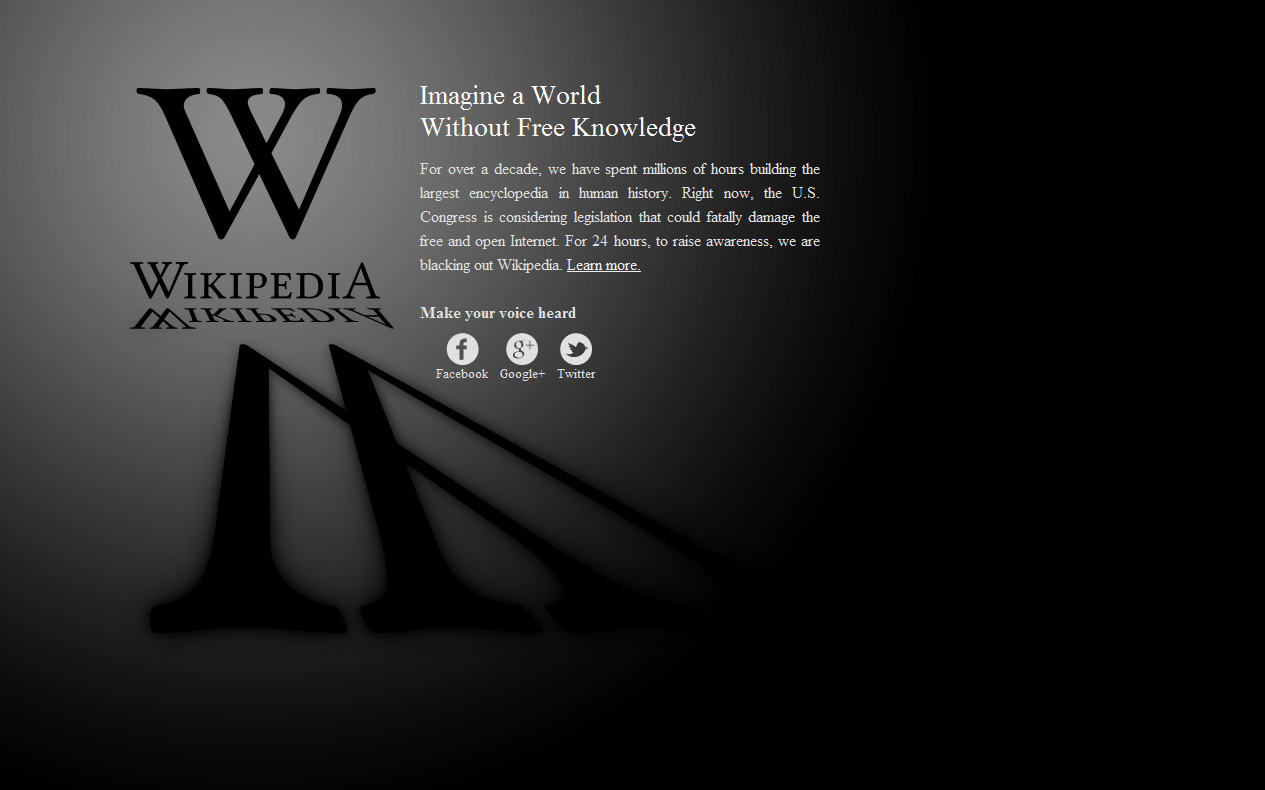
Wikipedia op zwart

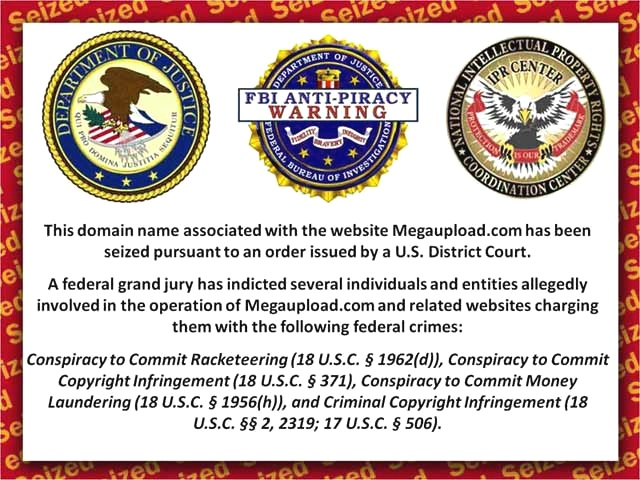
FBI-banner op de Megaupload-website

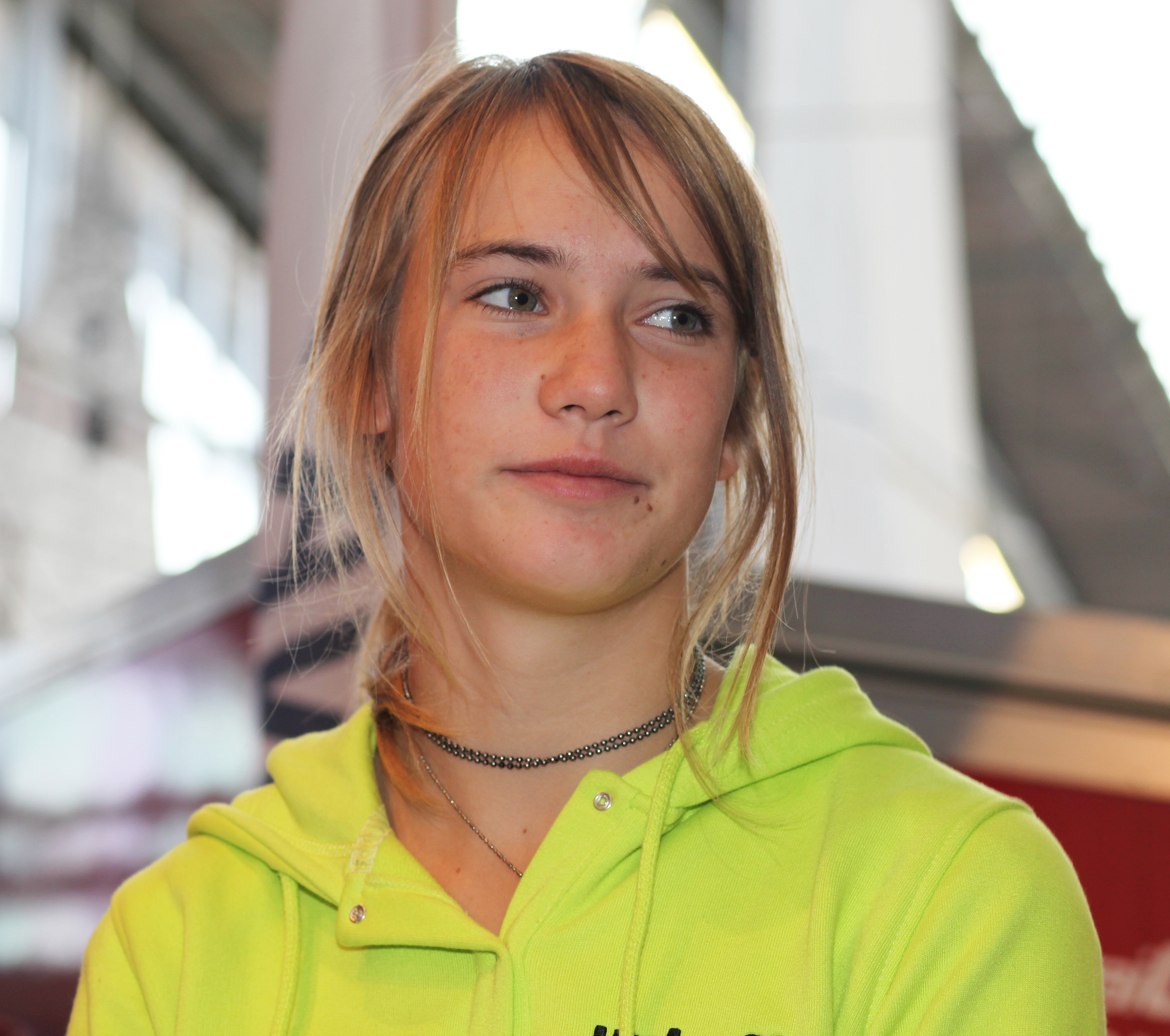
Laura Dekker

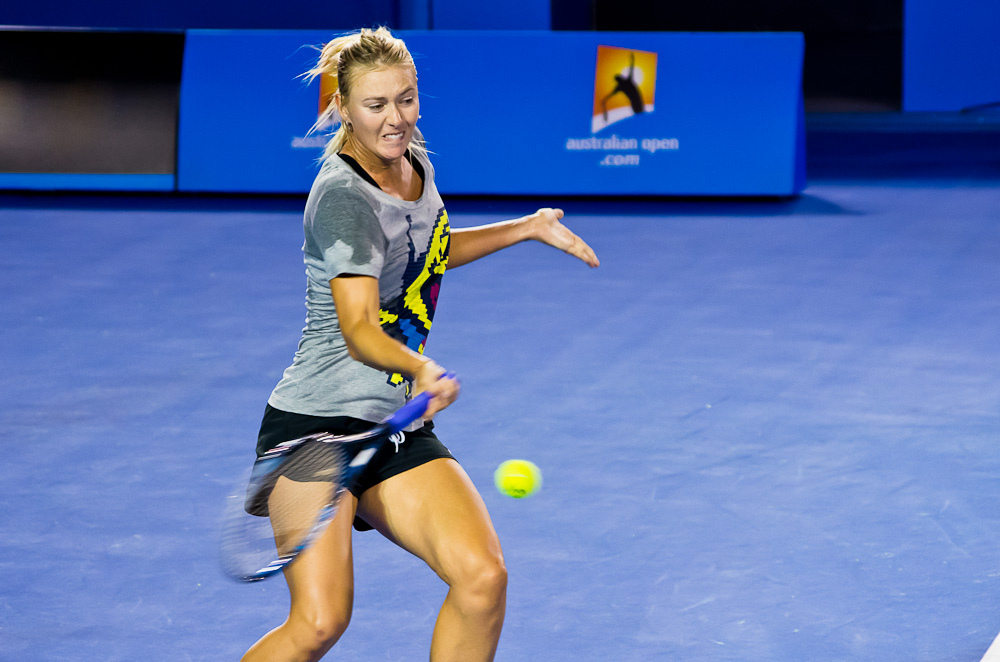
Maria Sjarapova

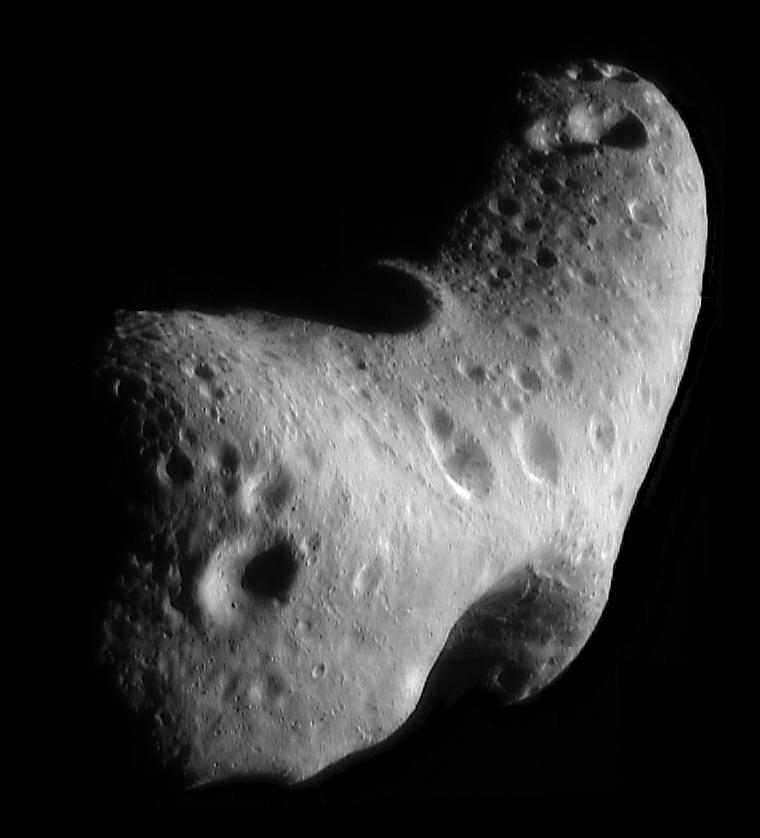
Eros

### 1 januari
- Denemarken neemt het voorzitterschap van de Raad van de Europese Unie over van Polen.
- In Hongarije treedt een nieuwe grondwet in werking. Hierdoor verandert de officiële naam van het land van Republiek Hongarije naar Hongarije.[1]
- Stierenvechten wordt verboden in de Spaanse regio Catalonië.

### 5 januari
- Door overvloedige regenval in de eerste week van januari, in combinatie met noordwesterstorm, ontstaat met name in Friesland en Groningen grote wateroverlast met dreigende overstromingen en diverse evacuaties tot gevolg.
- Bij een aardverschuiving in Pantukan, op het zuidelijke Filipijnse eiland Mindanao, als gevolg van aanhoudende regen, komen minstens 25 mensen om. Er zijn ongeveer 100 vermisten.

### 9 januari
- De Nederlandse Aardolie Maatschappij (NAM) meldt de ontdekking van Metslawier-zuid, het grootste gasveld op land sinds 1995.

### 13 januari
- Bij een ramp bij Isola del Giglio in de Tyrreense Zee met het cruiseschip Costa Concordia, het vlaggenschip van Costa Crociere, komen 32 opvarenden om het leven.
- De prijs van benzine evenaart in Nederland het hoogste niveau ooit. De adviesprijs van benzine is 1,757 euro per liter.
- Start van de eerste Olympische Jeugdwinterspelen, in het Oostenrijkse Innsbruck.

### 15 januari
- Presidentsverkiezingen in Finland.
- Op Kiribati wordt president Anote Tong herkozen met ruim 42 procent van de stemmen.
- Voor de Albanese kust zinkt de onder Sierra Leoonse vlag varende olietanker Edirne na brandstof te hebben gelost in de haven van Durrës. Van de vijftien bemanningsleden komen twee Georgiërs en de Azerbeidzjaanse kapitein om het leven.
- Bij een explosie op de Zuid-Koreaanse tanker Doola No. 3 komen vijf bemanningsleden om het leven. Zes bemanningsleden worden er nog vermist.

### 16 januari
- In de Filipijnen begint de rechtszaak in de afzettingsprocedure tegen Renato Corona, de opperrechter van het Filipijnse hooggerechtshof. De 23 leden van de Filipijnse Senaat onder leiding van Juan Ponce Enrile fungeren in deze zaak als rechters.

### 18 januari
- Verschillende websites, waaronder de Engelstalige Wikipedia, worden vierentwintig uur platgelegd uit protest tegen twee Amerikaanse wetsvoorstellen met betrekking tot internetpiraterij, bekend onder de namen SOPA en PIPA.

### 20 januari
- De FBI haalt de website Megaupload.com uit de lucht. Hackersgroep Anonymous reageert met een grote aanval op websites van Amerikaanse overheidsinstellingen en de muziekindustrie.

### 21 januari
- 'Zeilmeisje' Laura Dekker rondt als jongste solozeiler ooit op de leeftijd van 16 jaar en vier maanden haar reis om de wereld af door te arriveren in de haven van het eiland Sint Maarten.

### 27 januari
- De Nederlandse crimineel Willem Holleeder komt na het uitzitten van twee derde van zijn celstraf op vrije voeten.

### 28 januari
- De Wit-Russische Viktoryja Azarenka wint de Australian Open en haalt zo haar eerste grandslamtitel binnen. Ze verslaat in de finale de Russische Maria Sjarapova met 6-3, 6-0. Door haar zege wordt Azarenka tevens de nieuwe nummer 1 van de wereld.

### 29 januari
- Novak Đoković verdedigt met succes zijn titel op de Australian Open. Het is Đoković' derde opeenvolgende grandslamtitel en zijn vijfde in totaal.
- In Belgrado winnen de Deense handballers voor de tweede keer de Europese titel door in de finale gastland Servië met 21-19 te verslaan.

### 31 januari
- De planetoïde Eros scheert op 27 miljoen km langs de aarde.

## Overleden
<< · januari · februari · maart · april · mei · juni · juli · augustus · september · oktober · november · december · >>